# Sing It Now: Songs of Faith & Hope
Sing It Now: Songs of Faith & Hope es el trigésimo primer álbum de estudio de la cantante de música country estadounidense Reba McEntire. Fue lanzado el 3 de febrero de 2017 por Rockin' R Records, Nash Icon, Big Machine Records y Capitol Christian Music Group. McEntire produjo el álbum con su director musical Doug Sisemore y Jay DeMarcus del grupo musical Rascal Flatts. El álbum consta de dos discos. El primer disco se compone de himnos tradicionales, mientras que el segundo disco contiene todas las canciones originales. McEntire escribió una canción en el álbum "I Got the Lord on My Side" con la ayuda de su madre, Jackie McEntire.

## Antecedentes
Si bien McEntire es más conocida por su trabajo en la música country, ha declarado que quería hacer un álbum de gospel desde mediados de la década de 1980. Grabó el álbum a raíz de su divorcio de Narvel Blackstock en 2015, lo que, según ella, hizo que su fe se fortaleciera.

## Lanzamiento y promoción
McEntire anunció el álbum el 15 de diciembre de 2016 durante un chat en vivo en Facebook. Durante la charla, también anunció que para promocionar el álbum realizaría un espectáculo de una sola noche en el Ryman Auditorium el 15 de febrero de 2017. Tras el anuncio, el 16 de diciembre se lanzó el primer sencillo del álbum, "Softly and Tenderly", con Kelly Clarkson y Trisha Yearwood, junto con la reserva del álbum. En las semanas previas al lanzamiento del álbum, cada viernes se lanzaba una nueva canción. "Hallelujah, Amen" fue lanzado como el primer sencillo promocional el 23 de diciembre. El segundo sencillo promocional, "Oh, How I Love Jesus", fue lanzado el 30 de diciembre. El tercer sencillo promocional, "God and My Girlfriends", fue lanzado el 6 de enero de 2017. "Oh Happy Day" fue lanzado como cuarto sencillo promocional el 13 de enero.[13] El segundo sencillo del álbum, "Back to God", fue lanzado el 20 de enero. El video musical del sencillo "Back to God" fue lanzado el 24 de enero de 2017. El quinto y último sencillo promocional, "Sing It Now", fue lanzado el 27 de enero. En noviembre de 2017, "God and My Girlfriends" se envió a la radio como el tercer y último sencillo del álbum.

## Recepción comercial
El álbum debutó en el número 1 en la lista Top Country Albums con 52.000 copias vendidas en los Estados Unidos en su primera semana de lanzamiento. También debutó en el No. 4 en el Billboard 200 basado en 54,000 unidades, que incluyen ventas de transmisiones y pistas. Ha vendido 216 800 copias en los Estados Unidos hasta abril de 2018.

## Lista de canciones
| Disco 1 |                                                              |          |  |
| N.º     | Título                                                       | Duración |  |
| 1.      | «Jesus Loves Me»                                             | 2:06     |  |
| 2.      | «Oh, How I Love Jesus»                                       | 3:19     |  |
| 3.      | «When the Roll Is Called Up Yonder»                          | 3:29     |  |
| 4.      | «Oh Happy Day»                                               | 5:42     |  |
| 5.      | «Amazing Grace»                                              | 3:43     |  |
| 6.      | «I'll Fly Away»                                              | 3:07     |  |
| 7.      | «In the Garden" / "Wonderful Peace» (con The Isaacs)         | 4:00     |  |
| 8.      | «Swing Low, Sweet Chariot" / "Swing Down Chariot»            | 4:12     |  |
| 9.      | «How Great Thou Art»                                         | 3:39     |  |
| 10.     | «Softly and Tenderly» (con Kelly Clarkson y Trisha Yearwood) | 4:02     |  |

| Disco 2 |                                                          |          |  |
| N.º     | Título                                                   | Duración |  |
| 1.      | «Sing It Now»                                            | 4:04     |  |
| 2.      | «Angels Singin'»                                         | 3:40     |  |
| 3.      | «God and My Girlfriends»                                 | 3:27     |  |
| 4.      | «Hallelujah, Amen»                                       | 3:22     |  |
| 5.      | «There Is a God»                                         | 3:57     |  |
| 6.      | «I Got the Lord on My Side»                              | 3:26     |  |
| 7.      | «Back to God»                                            | 4:51     |  |
| 8.      | «Angel on My Shoulder»                                   | 3:50     |  |
| 9.      | «From the Inside Out»                                    | 4:22     |  |
| 10.     | «Say a Prayer" "Jesus Loves Me» (Reprise) (Hidden track) | 4:07     |  |

| Bonus tracks - edición deluxe |                               |          |  |
| N.º                           | Título                        | Duración |  |
| 11.                           | «I Need to Talk to You»       | 3:57     |  |
| 12.                           | «Meanwhile Back at the Cross» | 4:07     |  |